# Skopas van Paros

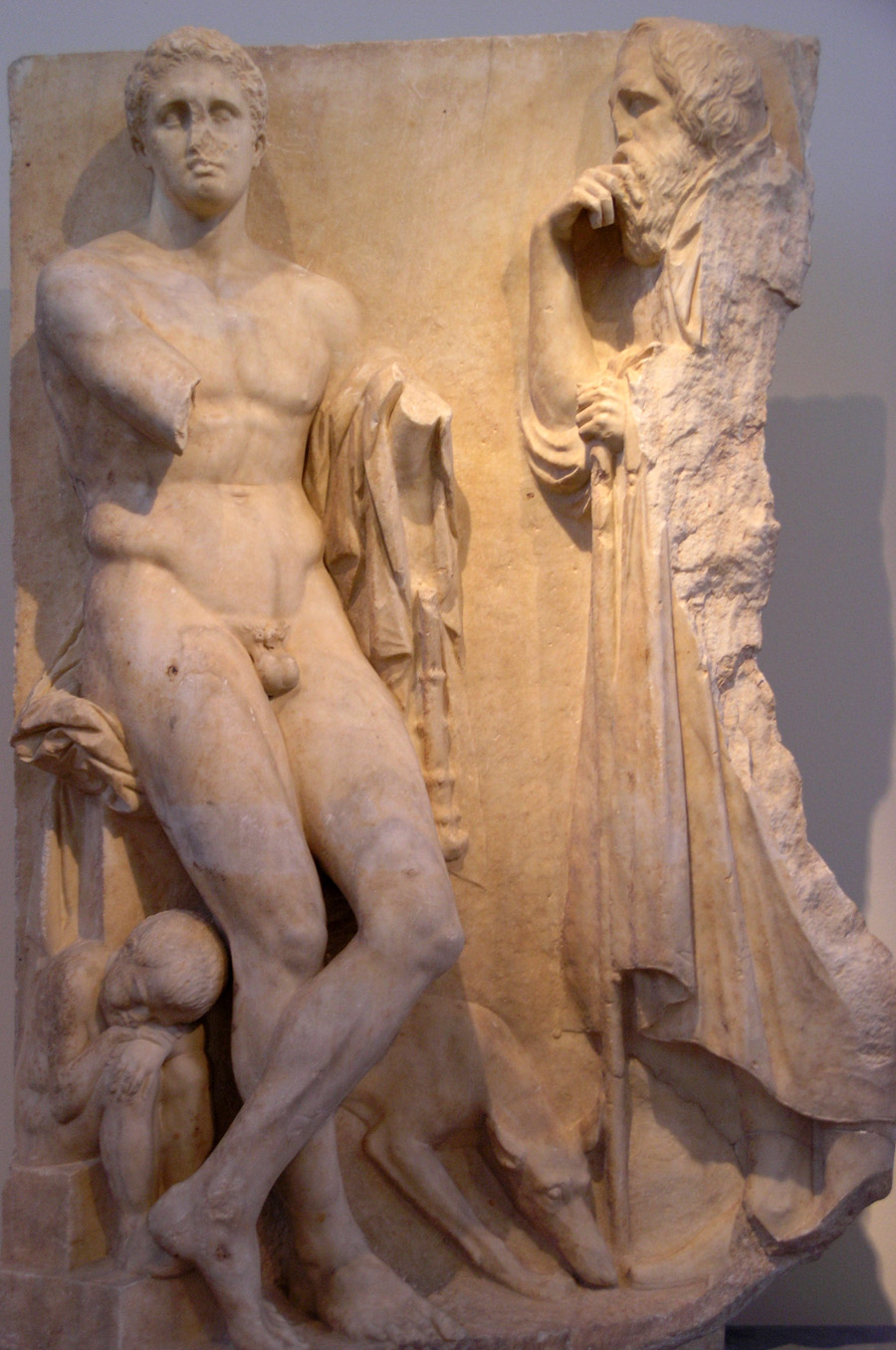
Stèle van de jager, omstreeks 340 v.Chr., Nationaal Archeologisch Museum van Athene.
Attische funeraire stèle toegeschreven aan Skopas of zijn atelier. Een jongeman houdt een lagobolon (werptuig voor de hazenjacht) in de linkerhand: hij is dus een jager. Een hond snuffelt aan de grond. Rechts kijkt de vader leunend op een stok en in rouwkledij de jongeman aan. Kleine gaten bij de kapsels konden dienen om metalen kronen te bevestigen op de hoofden. Verder dommelt een slaaf op de treden, uitgeput door het verdriet. De weergave van het lichaam van de jongeman is geïnspireerd door een standbeeld van een heros. De stèle werd gevonden in de bedding van de rivier de Ilisos in Athene.

Skopas of Scopas (Oudgrieks Σκόπας) was een beroemd Grieks beeldhouwer en architect uit de 4e eeuw v.Chr., wiens artistieke hoogtepunt vermoedelijk tussen 375 en 340 v.Chr. valt. Zijn herkenbare, pathetische stijl, gekenmerkt door veel bewegingen, vormt de overgang van het klassieke evenwicht naar de sterk bewogen hellenistische kunst. De 4e eeuw v.Chr. zorgde voor een enorme verandering in de beeldende kunst. Kunstenaars als Praxiteles, Skopas en Lysippos namen een nieuwe, soevereine houding aan. Ze gingen zichzelf als meesters in hun vak beschouwen.
Scopas werkte onder meer mee aan het Mausoleum van Halicarnassus: van zijn reliëfs zijn fragmenten bewaard in het British Museum in Londen. Ook aan de Artemistempel van Efese zou hij enkele zuilbasementen in reliëf hebben uitgevoerd.
Van zijn talrijke goden- en heroënbeelden die overal in Attica, Boeotië, de Peloponnesos en Klein-Azië waren opgesteld zijn slechts beschrijvingen uit de literatuur bekend. Van verschillende bewaarde kopieën, waarvan de originelen aan hem worden toegeschreven, is de identificatie omstreden.
Hoewel Skopas een befaamd kunstenaar was, zijn er weinig klassieke bronnen over hem bewaard gebleven. De eerste klassieke auteur die Skopas vermeldde was Cicero, die bijna driehonderd jaar later leefde. Gelukkig hanteerde Skopas een specifieke en herkenbare stijl, waardoor zijn pathetische en dynamische beelden ons na al die eeuwen overgeleverd zijn.

## Leven
Skopas was afkomstig van het eiland Paros, dat deel uitmaakte van de Egeïsche eilandengroep. Dit eiland is de bakermat van vele kunstenaars geweest, omdat het gezegend was met uitermate geschikt fijn wit marmer. Ook Skopas leerde al vlug werken met dit marmer. Volgens vele historici begon zijn carrière rond 380 v.Chr. en kunnen we zijn hoogtepunt tot 335 v.Chr. dateren. Vermoedelijk werd hij rond 400 v.Chr. geboren. Hij leefde dus in een woelige tijd: het einde van de Spartaanse hegemonie, korte periodes van Atheense en Thebaanse bloei, en ten slotte de overmeestering van Griekenland door de Macedoniërs onder leiding van Phillipos II en later zijn zoon Alexander. Deze bewogen periode liet duidelijke sporen na in Skopas’ werken.

## Bouwwerken
Vanaf het begin van zijn loopbaan was hij actief als architect en deinsde hij er niet terug om als coördinator van grote bouwwerken op te treden.

### Tempel van Athena Alea, Tegea
Zijn eerste grote project was de bouw van een nieuwe Dorische tempel van Athena Alea in Tegea. De oude tempel was door een zware brand verwoest. De bouw van deze tempel duurde lang, waarschijnlijk van 370 v.Chr. tot 340 v.Chr. Maar Skopas was niet de hele tijd aanwezig, aangezien we uit teksten van Plinius de Oudere en andere auteurs kunnen afleiden dat hij rond 353 v.Chr. en 351 v.Chr. in Klein-Azië vertoefde. Zo heeft hij vermoedelijk alleen het plan voor de tempel en enkele sculpturen ontworpen, zoals de twee Athenabeelden aan beide zijkanten van de tempel. Tijdens de eerste bouwjaren stond hij erop de supervisie te behouden. Hij vestigde zijn aandacht voornamelijk op details, zoals het Korinthische kapiteel. Tijdens zijn afwezigheid had hij een andere persoon belast met de leiding over het bouwproject, maar zonder twijfel kwam hij geregeld naar Tegea om het verloop van de bouw te controleren en waar nodig aanpassingen door te voeren. Zijn laatste bezoek was begin 340 v.Chr. om nog de laatste hand te leggen aan de cultusbeelden. Van de tempel zijn enkele mannenhoofden teruggevonden, evenals een gedrapeerd vrouwenlichaam. Vooral bij de mannenhoofden komen de typische kenmerken van Skopas naar voren: het vierkante hoofd, de diepliggende ogen en de zware wenkbrauwen. Deze karakteristieken gaven de hoofden een sterke emotionaliteit mee.

### Mausoleum, Halikarnassos
Dat hij klaar was voor het grote werk was duidelijk in 360 v.Chr. toen hij meehielp aan het gigantische bouwproject in Halikarnassos. De bouw van het vierendertig meter hoge mausoleum voor de toenmalige Carische satraap Maussollos duurde tot 351 v.Chr. Meer dan driehonderd beelden sierden de drie verdiepingen en boven op het mausoleum stond een immense strijdwagen. Dankzij Plinius weten we dat Skopas, Bryaxis, Leochares en Timotheos elk een zijde van de tempel op zich hadden genomen.  Van de oostzijde, waar Skopas aan werkte, zijn er drie gebeeldhouwde platen overgebleven. De onstuimige kracht van de figuren, de hoge kwaliteit van het beitelwerk en het delicate vakmanschap wijzen op de hand van Skopas. Tot in de middeleeuwen heeft het bouwwerk, dat een van de Zeven wereldwonderen was, standgehouden, maar een aardbeving werd het fataal.

### Artemision, Efeze
Ook zijn volgend ontwerp zou de geschiedenisboeken ingaan als een van de zeven wereldwonderen, namelijk het Artemision in Efeze. Deze tempel voor Athene was verwoest door de brandstichting van Herostratos in 356 v.Chr. De enige bekende bron die Skopas als medewerker vermeldt is Plinius de Oudere. De stijl van de reliëfs op een overblijfsel van een zuil wijst in de richting van Skopas, aangezien de Thanatos en de Hermes beiden diepliggende ogen en een expressieve gelaatsuitdrukking hebben. Ook hun lichamen zijn gemaakt volgens de kenmerken van Skopas: het contrast tussen zachte overgangen en duidelijke spieren. Wanneer we de Hermes van het Artemision van Efeze vergelijken met de krijgersbeelden van het Mausoleum, valt vooral hetzelfde kapsel op, dat bestaat uit gekrulde warrige strengen. Het Artemision was ook niet het eeuwige leven beschoren: bij de invallen van de Goten in de tijd van keizer Gallienus werd het gebouw omstreeks 262 n.Chr. verwoest.

## Beeldhouwwerk

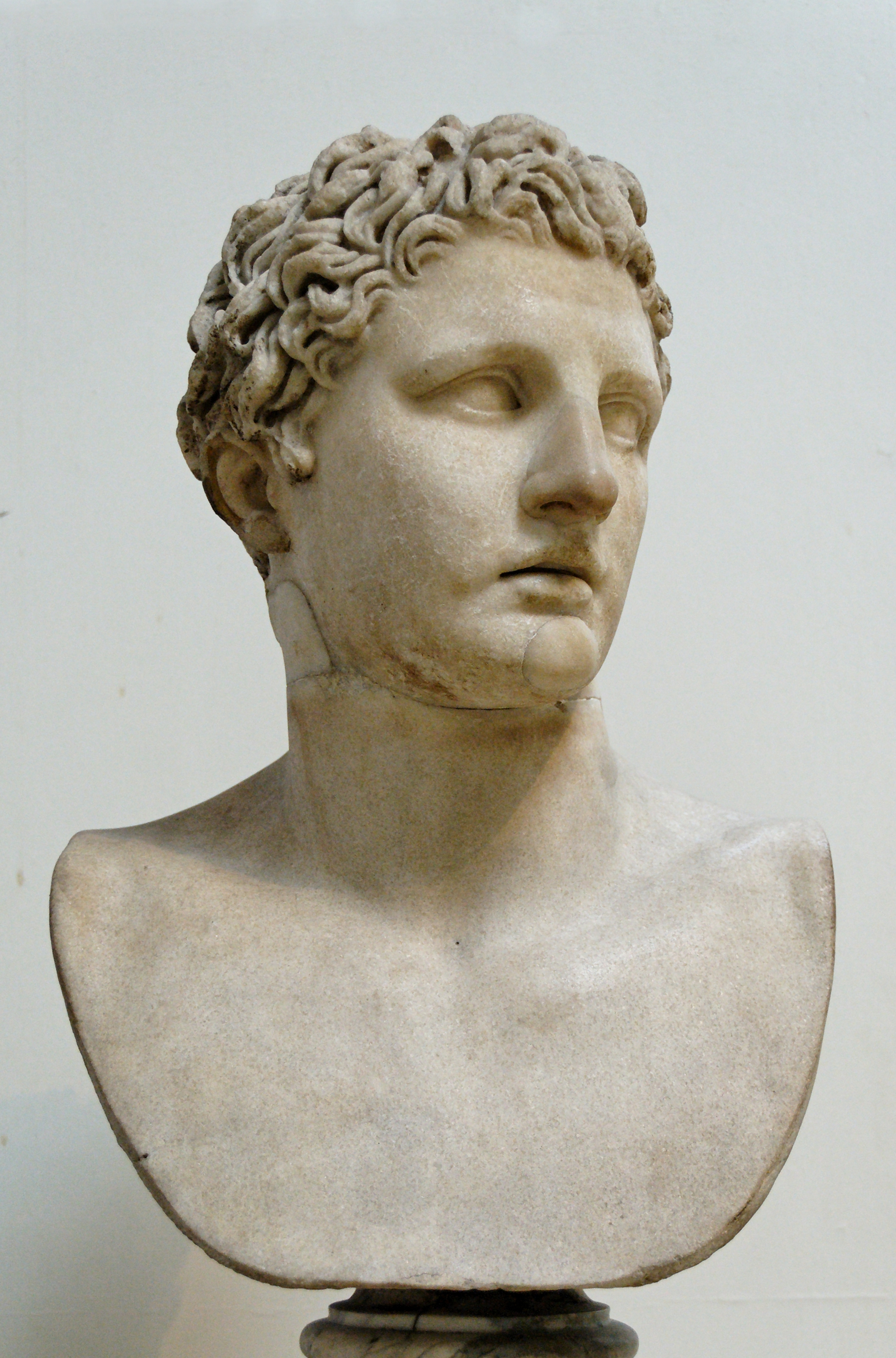
Romeins marmeren hoofd van Meleager, naar Skopas, op een gerestaureerde buste (British Museum).

De meeste van Skopas’ werken zijn ons niet overgeleverd, zelfs niet in Romeinse kopieën. Maar uit de kunstvoorwerpen die we wel kennen, kunnen we concluderen dat Skopas een voorkeur had om goden en helden als onderwerp te nemen. Vooral de jonge Olympische goden en Herakles komen meermaals voor. In tegenstelling tot Lysippos maakte Skopas geen portretten of beelden van atletische figuren.
Het jaar 360 v.Chr. werd in Skopas’ carrière gekenmerkt door drie standbeelden die zijn vroege volwassenheid als kunstenaar representeerden, namelijk de Maenade, de Lansdowne Herakles en de Apollo die gemaakt was voor een heiligdom in Attica. Aan de hand van de eerste twee werken kan men opmaken dat Skopas, nu een dertiger, zijn eigen stijl verder uitgewerkt heeft.

### Maenade
Skopas heeft met de Maenade zowel de vrouwelijke schoonheid als de razernij kunnen vastleggen in één beeld. Door de s-curve en de gedraaide houding van het beeld kon Skopas de extase, die de Dionysische cultus bij de vrouw teweeg had gebracht, vastleggen. Ook tijdgenoten van Skopas waren onder de indruk van het beeldhouwwerk. Zo is er een getuigenis overgeleverd waarin iemand zich afvroeg wie de Maenade zo driftig maakte, Bacchus of Skopas.

### Herakles
De Lansdowne Herakles komt in tegenstelling tot de Maenade, die bezeten is door onverklaarbare krachten, heel beheerst over. Het beeld toont de held na zijn gevecht met de Nemeïsche leeuw. Doordat er een tiental kopieën overgeleverd zijn, weten we heel nauwkeurig hoe het beeld eruitzag. Herakles heeft net de vacht van de leeuw gevild, die hij in zijn rechterhand draagt, terwijl hij met zijn linkerhand zijn knuppel vasthoudt. Door het gebruik van contraposto komt de held heel beheerst en kalm over. Maar niet enkel aan de emotionaliteit van het beeld kan men zien dat Skopas geëvolueerd was als beeldhouwer, ook aan zijn techniek had hij geschaafd. Zo zijn het gezicht van Herakles en de fysieke kenmerken van zijn lichaam heel realistisch en gedetailleerd weergegeven.

### Apollo
Ten slotte vervaardigde hij rond diezelfde periode ook een Apollobeeld voor een heiligdom in Attica. Dit beeld is helemaal anders dan de Maenade en de Herakles. In tegenstelling tot de twee vorige beelden is er hier geen sprake meer van beweging en leven in het beeld, hoewel het toch enige tekenen van leven toont, want de Romeinse dichter Propertius schreef in zijn Elegieën over de Apollo: Omgeven door zijn lang gewaad en zijn stem verheffend in een lied.

### Meleager
Over de beeldhouwwerken die hij op latere leeftijd vervaardigde, verkeren we nog dikwijls in het ongewisse, aangezien er veel werken verloren zijn gegaan. Gelukkig zijn er ons via kopieën toch twee beelden overgeleverd, namelijk de Meleager en de Pothos.
De Meleager, gemaakt rond 340 v.Chr., toont ons de held na de Calydonische jacht. Dit beeld was heel populair in de Romeinse tijd, waardoor er nu nog meer dan veertig kopieën bestaan. Wel zijn er in de loop van de tijd aanpassingen bijgekomen, zoals zijn wapperende mantel. Het standbeeld laat ons de held zien na zijn triomf bij de jacht, net voor het conflict over de verdeling van de buit. In de daaropvolgende strijd zal hij zijn ooms Prothoos en Kometes vermoorden, die beiden ook hun prijs opeisten. Skopas heeft met dit werk getracht het dilemma tussen moed en liefde weer te geven.

### Pothos
Bij het tweede werk, de Pothos, is liefde het centrale thema. Het was gemaakt in de jaren dertig van de 4e eeuw v.Chr. in Samothrake, toen Skopas in de zestig was. Dit beeld vormde volgens Plinius de Oudere een deel van een groep standbeelden: Afrodite werd geflankeerd door Pothos en Phaethon. De typische kenmerken van Skopas zijn ook hier aanwezig: diepliggende ogen die overschaduwd worden door zware wenkbrauwen. Doordat hij een schuine houding aan het beeld gaf , straalde de Pothos, het Griekse woord voor hunkering, een menselijke hartstocht uit. De hele houding wijst op het verlangen naar het ongrijpbare.
Deze werken zijn de laatste die we met grote zekerheid aan Skopas kunnen toeschrijven. Tijdens het midden van de jaren 330 v.Chr. hield zijn carrière op. Of dit nu kwam doordat hij gestorven zou zijn, is een raadsel. Wel kunnen we ervan uitgaan dat hij stopte met beeldhouwen. In tegenstelling tot de andere grote vierde-eeuwse kunstenaars, zoals Lysippos en Praxiteles, liet Skopas geen school na. Daar was zijn stijl veel te persoonlijk voor. Toch had hij een enorme invloed op de geschiedenis van de Griekse kunst, omdat zijn hevige beelden de weg effenden voor de emotionele beeldende kunst tijdens de hellenistische periode.